# اوزکاواک (گوراویماق)
اوزکاواک {{ترکی|Özkavak) (به کردی: Ûsgxak) یک منطقهٔ مسکونی در ترکیه است که در گوراویماق واقع شده‌است. اوزکاواک ۴۹۸ نفر جمعیت دارد.